# Tableau des médailles des Jeux paralympiques d'été de 1976
Le tableau des médailles des Jeux paralympiques d'été de 1976 donne le classement, selon le nombre de médailles gagnées par leurs athlètes, des pays participant aux Jeux paralympiques d'été de 1976, tenus à Toronto, au Canada, du 3 au 11 août 1976.

## Tableau des médailles
- Pays organisateur (Canada)

| Rang  | Nation               | Or  | Argent | Bronze | Total |
| ----- | -------------------- | --- | ------ | ------ | ----- |
| 1er   | États-Unis           | 66  | 44     | 45     | 155   |
| 2e    | Pays-Bas             | 45  | 25     | 14     | 84    |
| 3e    | Israël               | 40  | 13     | 16     | 69    |
| 4e    | Allemagne de l'Ouest | 37  | 34     | 26     | 97    |
| 5e    | Pays-Bas             | 29  | 29     | 36     | 94    |
| 6e    | Canada               | 25  | 26     | 26     | 77    |
| 7e    | Pologne              | 24  | 17     | 12     | 53    |
| 8e    | France               | 23  | 21     | 14     | 58    |
| 9e    | Suède                | 22  | 27     | 24     | 73    |
| 10e   | Autriche             | 17  | 16     | 17     | 50    |
| 11e   | Australie            | 16  | 18     | 8      | 42    |
| 12e   | Mexique              | 16  | 14     | 9      | 39    |
| 13e   | Finlande             | 12  | 20     | 18     | 50    |
| 14e   | Suisse               | 10  | 12     | 10     | 32    |
| 15e   | Japon                | 10  | 6      | 3      | 19    |
| 16e   | Norvège              | 9   | 6      | 4      | 19    |
| 17e   | Belgique             | 7   | 7      | 8      | 22    |
| 18e   | Nouvelle-Zélande     | 7   | 1      | 5      | 13    |
| 19e   | Afrique du Sud       | 6   | 9      | 11     | 26    |
| 20e   | Égypte               | 5   | 2      | 1      | 8     |
| 21e   | Irlande              | 4   | 10     | 6      | 20    |
| 22e   | Espagne              | 4   | 6      | 2      | 12    |
| 23e   | Argentine            | 3   | 4      | 7      | 14    |
| 24e   | Danemark             | 3   | -      | 3      | 6     |
| 25e   | Italie               | 2   | 5      | 11     | 18    |
| 26e   | Indonésie            | 2   | 1      | 4      | 7     |
| 27e   | Corée du Sud         | 1   | 2      | 1      | 4     |
| 28e   | Birmanie             | 1   | 1      | 1      | 3     |
| 29e   | Pérou                | 1   | -      | 2      | 3     |
| 30e   | Hong Kong            | -   | 1      | 2      | 3     |
| 31e   | Brésil               | -   | 1      | -      | 1     |
| 32e   | Guatemala            | -   | -      | 1      | 1     |
| Total |                      | 447 | 378    | 347    | 1172  |